# チラウン
チラウン（Čila'un、生没年不詳）は、モンゴル帝国初期の武将。四駿と讃えられた、モンゴル帝国建国の功臣の一人。『元朝秘史』などの漢文史料では赤老温(chìlǎowēn)とも表記される。スルドス氏出身のソルカン・シラの子。兄のチンバイとともに、幼少期のチンギス・カンの苦境を救った逸話で知られる。

## 経歴
父のソルカン・シラとともにタイチウト氏の家人であったが、タイチウト部に捕えられていたテムジン（後のチンギス・カン）が逃亡した時に父とともにこれを助けた。後にタイチウト部がテムジンに敗れると、これに仕えた。その後はタイチウトの首長のタルグタイ・キリルトクを討ち取る功績を挙げた。
以降もナイマン部との戦いなどで活躍し、モンゴル帝国成立後、父のソルカン・シラが千人隊長となり、彼は父や兄とともにダルハンの特権を得た。ソルカン・シラが没すると千人隊長の地位を継承した。その後もチンギス・カンとの戦いにつき従ったが、早い時期に亡くなったらしく『元史』には列伝が立てられていない（『新元史』には存在する）。一方、フレグ・ウルスで編纂された『集史』「スルドス部族志」にはチラウンの子孫についても詳しい記述があり、チラウンの死後は息子のスドン・ノヤンが後を継いだこと、更にその息子達の多くがイラン方面に移住してフレグ・ウルス高官として活躍したことが記されている。また、チラウンのもう一人の息子のアラカンはオゴデイ家のコデンに仕え、その子孫もまたコデン・ウルスの名家として繁栄した。

## 子孫
チラウンは「四駿」の中で唯一『元史』に列伝がなく、その子孫についてまとまった記述が存在しない。しかし、来歴の異なる複数の史料により3人の子供がいたことが知られている。ただし、それぞれの史料は別の家系について一切語らないため、チラウンの3人の息子の長幼関係などは全く不明である。

### スドン・ノヤン
ストンはベルシア語史料の『集史』に記されるチラウンの息子で、「非常に高名な、重鎮中の大立者」とされることからチラウンの地位を継承した嫡子であったと見られる。漢文史料の『元史』でもチラウンの息子だと明記されることはないが、「宿敦」という漢字表記で散見される。スドンの孫ジャウトゥはメリク・テムルの筆頭家臣であったと『集史』に記されており、スドンの一族について『元史』に記載がないのは、帝位継承戦争においてメリク・テムルの父アリク・ブケに味方してクビライ家に敵対したためではないかと考えられている。スドンの子孫の内、イラン方面に移住したスンジャクやチョバンはフレグ・ウルスの重臣として活躍し、チョバンの子孫はフレグ・ウルスの解体後チョバン朝を興すに至った。

### アラカン
アラカンは漢文史料の「孫都思氏世勲之碑」に記されるチラウンの息子で、第2代皇帝オゴデイの子のコデンに仕えたことで知られる。アラカンの名前は『集史』には記されないものの、「オゴデイ・カアンがその位にあった時……スルドス部族2千とともに、自分の裁量で、諸王達・御家人達に諮ることなく己が息子コデンに与えた」との記載があり、このコデンに与えられた2千人隊を率いたのがアラカンであると考えられている。

### ナドル
ナドルは漢文史料の「遜都台公墓誌銘」に記されるチラウンの息子で、チンギス・カンの下でビチクチを務めていたと伝えられている。ナドルの家系は他の史料にまったく言及されないが、その末裔に当たるオルク・ブカの列伝が『元史』に所収されている（巻145列伝32）。

## スルドス部ソルカン・シラ家
- 千人隊長ソルカン・シラ（Sorqan Šira ＞鎖児罕失剌/suŏérhǎnshīlà,سورغان شيره/Sūrghān Shīra）
  - チラウン・バートル（Čila'un ba'atur ＞赤老温/chìlǎowēn,چيلاوغان بهادر/Chīlāūghān bahādur）
    - スドン・ノヤン（Sudon noyan ＞宿敦/sùdūn,سدون نویان/Sudūn Nūyān）
      - カジュダル（Qajudar ＞قاجودر/Qājūdar）
      - サルタク・ノヤン（Sartaq noyan ＞سرتاق نویان/Sartāq Nūyān）
      - 万人隊長ブルジャ（Burja ＞بورجه/Būrja）
      - 極位御家人スンジャク・ノヤン（Sunjaq noyan ＞سونجاق نویان/Sūnjāq Nūyān）
      - トダン（Tudan ＞تودان/Tūdān）
        - マリク（Malik ＞ملك）
          - 万人隊長チュバン（Čuban ＞出班/chūbān,جوبان/Jūbān）
            - アミール・ハサン（Amīr Ḥasan ＞أمير حسن）
            - テムル・タシュ（Temür taš ＞أمير تیمور تاش/Amīr tīmūr Tāsh）
              - シャイフ・ハサン（Shaykh ḥasan ＞شیخ حسن）
              - マリク・アシュラフ（Malek Ashraf ＞ملک اشرف）

            - ダムシャク・ホージャ（Damshaq noyan ＞خواجه نویان）
            - シャイフ・マフムード（Shaikh Maḥmūd ＞شيخ محمود）

    - アラカン（Alaqan ＞阿剌罕/ālàhǎn）
      - ソグドゥ（Soγudu ＞鎖兀都/suŏwùdōu）
        - タングタイ（Tangγutai ＞唐古䚟/tánggŭdǎi）
          - ガインドゥバル（Gaindu-dpal ＞健都班/jiàndōubān）

    - ナドル・ビチクチ（Nadr ＞納図児/nàtúér）
      - チャラン（Čalan ＞察剌/chálà）
        - ウクナ（Uquna ＞忽訥/hūnè）
          - トク・テムル（Toq temür ＞脱帖穆耳/tuōtièmùěr）
            - オルク・ブカ（Örüg buqa ＞月魯不花/yuèlǔbùhuā）

  - チンバイ（Čimbai ＞沈伯/shĕnbǎi）